# Mayumi Omatsu
Mayumi Omatsu (大松 真由美, Omatsu Mayumi), née le 12 juillet 1970, est une joueuse internationale de football japonaise.

## Biographie
Le 8 juin 1997, elle fait ses débuts dans l'équipe nationale japonaise contre la Chine. Elle participe à la Coupe du monde 1999. Elle compte 12 sélections et 1 but en équipe nationale du Japon de 1997 à 1999.

## Statistiques
Le tableau ci-dessous présente les statistiques de Mayumi Omatsu en équipe nationale
| Équipe du Japon | Équipe du Japon | Équipe du Japon |
| Année           | Matchs          | Buts            |
| --------------- | --------------- | --------------- |
| 1997            | 6               | 1               |
| 1998            | 5               | 0               |
| 1999            | 1               | 0               |
| Total           | 12              | 1               |

## Palmarès
- Troisième de la Coupe d'Asie 1997